# Allée du Général-Kœnig
L'allée du Général-Kœnig est une voie située dans le quartier des Ternes du 17e arrondissement de Paris.

## Situation et accès
L'allée du Général-Kœnig est desservie par la ligne 1 à la station Porte Maillot.

## Origine du nom
Elle porte le nom du général Pierre Kœnig (1898-1970) — général français et homme politique célèbre par sa résistance à Bir-Hakeim en 1942 —, en raison de sa proximité avec la place éponyme.

## Historique
Cette voie est créée en 1979 et prend sa dénomination actuelle par décret municipal du 7 mai 1979. 

## Bâtiments remarquables et lieux de mémoire
- L'allée longe le square Marguerite-Long.